# آنسلم هاولبرگ
آنسلم هاولبرگ (به انگلیسی: Anselm of Havelberg)(ح. ۱۱۰۰–۱۱۵۸)، اسقف آلمانی، سیاستمدار و فرستادهٔ سیاسی به قسطنطنیه بود. او یکی از اعضای فرقهٔ پرمونستترتنسین‌ها و منقد زندگی رهبانی در زمان خود و نظریه‌پرداز تاریخ مسیحیت بود. پس از موافقت پاپ اوژن سوم با جنگ صلیبی وندی در شمال آلمان، او به عنوان نماینده پاپ فرماندهی نیروهای شمال را در دست گرفت.